# Acajou Films
Acajou Films était une société de production française pour le cinéma fondée à Paris en 2005 par Pascal Judelewicz et Ludi Boeken.

## Filmographie

### Films
- 2006 : Gradiva de Alain Robbe-Grillet
- 2009 : Marga (Unter Bauern – Retter in der Nacht) de Ludi Boeken
- 2009 : The Vintner's Luck (La Veine du vigneron) de Niki Caro
- 2012 : Vanishing Waves (Aurora) de Kristina Buozyte (coproduction)
- 2011 : Q de Laurent Bouhnik
- 2013 : Jappeloup de Christian Duguay

### Courts-métrages
- 2009 : Les Oreilles de Gilbert Babena
- 2012 : L'Arme de Pape Bouname Lopy

## Théâtre
- 2010 : Mike, Laisse nous t'aimer mise en scène de Thomas Le Douarec
- 2012 : Le Tartuffe mise en scène de Marion Bierry